# Temelucha chilonis
Temelucha chilonis là một loài tò vò trong họ Ichneumonidae.